# ボース気体
理想ボース気体（英: Bose gas）とは、古典的な理想気体に類似した量子力学的な相のこと。整数値のスピンをもつボース粒子から構成され、ボース–アインシュタイン統計に従う。ボース粒子の統計力学は、サティエンドラ・ボースが光子において開拓した。アルベルト・アインシュタインは質量を持つ粒子に対してボース統計を拡張するとともに、ボース粒子の理想気体が十分に低温で凝縮し、古典的な理想気体とは挙動が異なることを示した。この凝縮はボース＝アインシュタイン凝縮と呼ばれる。

## トーマス＝フェルミ近似
理想ボース気体の熱力学は、グランドカノニカル分布によって計算される。ボース気体のグランドカノニカル分布関数は次のように与えられる。
{\displaystyle {\mathcal {Z}}(z,\beta ,V)=\prod _{i}\left(1-ze^{-\beta \epsilon _{i}}\right)^{-g_{i}}}
この積のそれぞれの項は、固有のエネルギー εi に相当する。gi はエネルギー εi を持つ状態の数、z は絶対活量(またはフガシティー)で、化学ポテンシャル μ を用いて次のように定義される。
{\displaystyle z(\beta ,\mu )=e^{\beta \mu }}
β は次のように定義される。
{\displaystyle \beta ={\frac {1}{kT}}}
ここで k はボルツマン定数、T は温度である。
全ての熱力学的な量はグランドカノニカル分布関数から導出されるため、全ての熱力学的な量は３つの変数 z、β（または T ）、V のみの関数として考えることができる。
全ての偏微分係数は、３つの変数のうち１つを変数とし、残りの２つは定数とすることで求められる。
ここで次のように定義される無次元のグランドポテンシャルを扱うと便利である。
{\displaystyle \Omega =-\ln({\mathcal {Z}})=\sum _{i}g_{i}\ln \left(1-ze^{-\beta \epsilon _{i}}\right).}
平均エネルギーは準位間のエネルギー差と比べて大きいと仮定するトーマス＝フェルミ近似を適用すると、上記の和は積分で置き換えられる。
{\displaystyle \Omega \approx \int _{0}^{\infty }\ln \left(1-ze^{-\beta E}\right)\,dg.}
縮退度 dg は一般的な公式によって多くの異なる状況を表現する。
{\displaystyle dg={\frac {1}{\Gamma (\alpha )}}\,{\frac {E^{\,\alpha -1}}{E_{c}^{\alpha }}}~dE}
ここで α は定数、Ec は臨界エネルギー、Γ はガンマ関数である。
たとえば箱の中の質量を持つボース気体では α = 3/2 で、臨界エネルギーは次のように与えられる。
{\displaystyle {\frac {1}{(\beta E_{c})^{\alpha }}}={\frac {Vf}{\Lambda ^{3}}}}
ここで Λ は熱的波長である。調和トラップ中の質量を持つボース気体では α = 3 で、臨界エネルギーは次のように与えられる。
{\displaystyle {\frac {1}{(\beta E_{c})^{\alpha }}}={\frac {f}{(\hbar \omega \beta )^{3}}}}
ここで V(r) = mω2r2 / 2 は調和ポテンシャルである。Ec は体積だけの関数である。
このグランドポテンシャルの方程式は、項別に被積分関数のテイラー級数を積分することにより、 または Li1(zexp(−βE)) のメリン変換に比例するとすることにより解くことができる。ここで Lis(x) は多重対数関数である。解は次のように与えられる。
{\displaystyle \Omega \approx -{\frac {{\textrm {Li}}_{\alpha +1}(z)}{\left(\beta E_{c}\right)^{\alpha }}}}
このボース気体における連続体近似の問題点は、基底状態が実質的に無視されることで、ゼロエネルギーで縮退度がゼロになることである。
この問題点はボース＝アインシュタイン凝縮を扱うときには重大で、次章で扱う。

## 基底状態の組み入れ
全粒子数はグランドポテンシャルから次のように与えられる。
{\displaystyle N=-z{\frac {\partial \Omega }{\partial z}}\approx {\frac {{\textrm {Li}}_{\alpha }(z)}{(\beta E_{c})^{\alpha }}}}
多重対数関数項は実で正でなければならず、最大値は z = 1 のときで ζ(α) に等しい。ここで ζ はリーマンゼータ関数である。
N を固定すると、β の最大値は臨界値 βc で、このとき以下のようになる。
{\displaystyle N={\frac {\zeta (\alpha )}{(\beta _{c}E_{c})^{\alpha }}}}
これは臨界温度 Tc = 1/kβc に相当し、これ以下ではトーマス＝フェルミ近似は破綻する。
上記の方程式は臨界温度について解くことができ、次のようになる。
{\displaystyle T_{c}=\left({\frac {N}{\zeta (\alpha )}}\right)^{1/\alpha }{\frac {E_{c}}{k}}}
たとえば α = 3/2 で、上述の値 Ec を用いると、次のようになる。
{\displaystyle T_{c}=\left({\frac {N}{Vf\zeta (3/2)}}\right)^{2/3}{\frac {h^{2}}{2\pi mk}}}
さらに、ここでは臨界温度以下の結果を計算することはできない。なぜなら上記の方程式を用いた粒子数は負になるからである。
ここでの問題点は、トーマス＝フェルミ近似は基底状態の縮退度を０としていることで、これは間違っている。
凝縮を受け入れる基底状態が無いため方程式が破綻する。
しかし上記の方程式は励起状態では粒子数を比較的正確に評価しており、そこへ基底状態を単純に付け加えることは悪い近似ではないことがわかる。
{\displaystyle N=N_{0}+{\frac {{\textrm {Li}}_{\alpha }(z)}{(\beta E_{c})^{\alpha }}}}
ここで N0 は基底状態凝縮の粒子数で、次のように与えられる。
{\displaystyle N_{0}={\frac {g_{0}\,z}{1-z}}}
この方程式は絶対零度まで解くことができる。

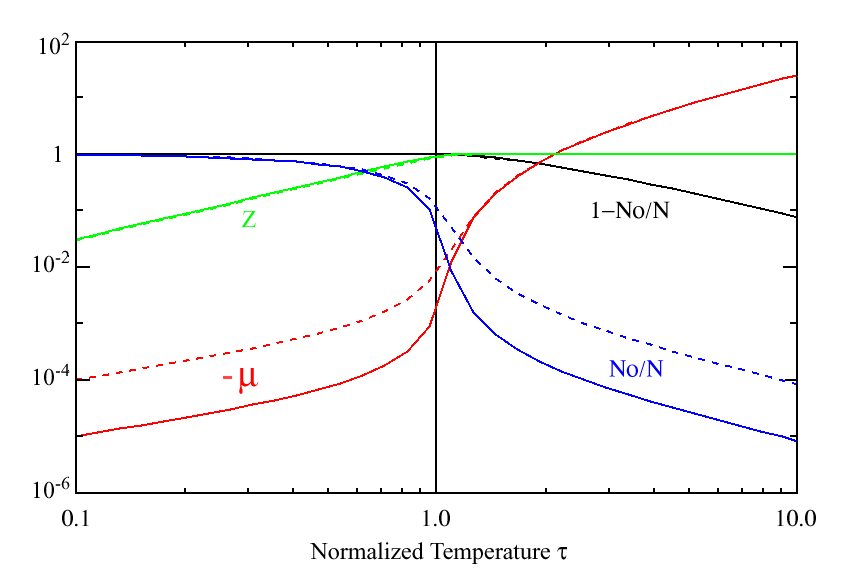
図1：正規化された温度 τ と様々なボース気体パラメータとの関係。α の値は3/2。実線は N = 10,000 の場合で、点線は N = 1,000 の場合。黒線は励起粒子の割合。青線は凝集粒子の割合。赤線は化学ポテンシャルの負数。緑線は z の値。kε_{c} = 1 と仮定した。

図１に α = 3/2 におけるこの方程式の解の結果を示す。これは箱の中のボース気体に相当し、k = εc = 1 とする。
実線は N = 10,000 の場合、点線は N = 1,000 の場合を示す。黒線は励起粒子の割合 1 − N0/N 、青線は凝縮粒子の割合 N0/N で、赤線は化学ポテンシャル μ にマイナス符号をつけたもの、緑線は z の値である。 
横軸は次のように定義される正規化された温度 τ である。
{\displaystyle \tau ={\frac {T}{T_{c}}}}
μ や z は低温の極限で τα と線形になり、N0/N は高温の極限で 1/τα と線形になることがうかがえる。
粒子数が増加すると、凝縮の割合と励起の割合は臨界温度で不連続になる。
粒子数の方程式は正規化された温度で表される。
{\displaystyle N={\frac {g_{0}\,z}{1-z}}+N~{\frac {{\textrm {Li}}_{\alpha }(z)}{\zeta (\alpha )}}~\tau ^{\alpha }}
N と τ が与えられると、この方程式は τα について解くことができ、z についての級数解は、τα のべき乗または τα の逆べき乗での漸近展開としての級数の反転の方法によって得ることができる。
これらの展開から、T = 0 近くでのガスの振る舞いを知ることができる。T が無限大でマクスウェル-ボルツマン分布となる。
特に我々が興味があるのは T が無限大のときで、これは上記の展開から容易に決定する。

## 熱力学
粒子数に対する方程式に基底状態を加えることは、等価な基底状態の項をグランドポテンシャルに加えることに相当する。
{\displaystyle \Omega =g_{0}\ln(1-z)-{\frac {{\textrm {Li}}_{\alpha +1}(z)}{\left(\beta E_{c}\right)^{\alpha }}}}
全ての熱力学的な性質は、グランドポテンシャルから計算される。
以下の表では低温と高温の極限、粒子数が無限大の極限での様々な熱力学的な量を示す。
厳密な結果は等号 (=) で表し、τα の級数の最初の数項のみの結果は近似記号で表している。
| 量                                                                       | 一般の場合                                                                                     | {\displaystyle T\ll T_{c}\,}                                                                                                  | {\displaystyle T\gg T_{c}\,} |
| z                                                                        |                                                                                                | {\displaystyle \approx {\frac {\zeta (\alpha )}{\tau ^{\alpha }}}-{\frac {\zeta ^{2}(\alpha )}{2^{\alpha }\tau ^{2\alpha }}}} | {\displaystyle =1\,} |
| 凝縮していない粒子の割合 {\displaystyle 1-{\frac {N_{0}}{N}}\,}          | {\displaystyle ={\frac {{\textrm {Li}}_{\alpha }(z)}{\zeta (\alpha )}}\,\tau ^{\alpha }}       | {\displaystyle =\tau ^{\alpha }\,}                                                                                            | {\displaystyle =1\,} |
| 状態方程式 {\displaystyle {\frac {PV\beta }{N}}=-{\frac {\Omega }{N}}\,} | {\displaystyle ={\frac {{\textrm {Li}}_{\alpha \!+\!1}(z)}{\zeta (\alpha )}}\,\tau ^{\alpha }} | {\displaystyle ={\frac {\zeta (\alpha \!+\!1)}{\zeta (\alpha )}}\,\tau ^{\alpha }}                                            | {\displaystyle \approx 1-{\frac {\zeta (\alpha )}{2^{\alpha \!+\!1}\tau ^{\alpha }}}}                                                     |
| ギブス自由エネルギー {\displaystyle G=\ln(z)\,}                          | {\displaystyle =\ln(z)\,}                                                                      | {\displaystyle =0\,} | {\displaystyle \approx \ln \left({\frac {\zeta (\alpha )}{\tau ^{\alpha }}}\right)-{\frac {\zeta (\alpha )}{2^{\alpha }\tau ^{\alpha }}}} |
| ------------------------------------------------------------------------ | ---------------------------------------------------------------------------------------------- | --- | --- |

全ての量は、高温の極限をとると古典的な理想気体の値に近づいていく。
上記の値を用いて、他の熱力学的な量を計算することができる。
たとえば、内部エネルギーと圧力×体積との関係は、すべての温度にわたって古典的な理想気体と同じである。
{\displaystyle U={\frac {\partial \Omega }{\partial \beta }}=\alpha PV}
定積比熱においても同様である。
{\displaystyle C_{v}={\frac {\partial U}{\partial T}}=k(\alpha +1)\,U\beta }
エントロピーは次式で与えられる。
{\displaystyle TS=U+PV-G\,}
高温の極限をとると、次式が得られる。
{\displaystyle TS=(\alpha +1)+\ln \left({\frac {\tau ^{\alpha }}{\zeta (\alpha )}}\right)}
これは α = 3/2 では単なるザックール・テトローデ方程式を書き換えたものである。
デルタ相互作用をもつ1次元ボース粒子はフェルミ粒子として振る舞い、パウリの排他原理に従う。
デルタ相互作用をもつ1次元ボース粒子はベーテ仮設により厳密に解くことができる。
バルク自由エネルギーと熱力学的ポテンシャルは楊振寧によって計算された。
１次元の場合における相関関数も評価された。
１次元ボース気体は量子的な非線形シュレーディンガー方程式と等価である。